# 環眼准雀鯛
環眼准雀鯛又稱圓眼戴氏魚，為輻鰭魚綱鱸形目鱸亞目准雀鯛科的其中一種。

## 分布
本魚分布於西太平洋區，包括日本、中國、臺灣、印尼、澳洲、越南、泰國及菲律賓等海域。

## 深度
水深2至20公尺。

## 特徵
本魚體側扁而略延長，體色隨成長及性別變化頗大，特徵是全身橘紅色，背鰭中央具一橢圓形黑斑，頭部有時較暗色，眼周圍具一環狀暗帶，尾鰭圓形，背鰭硬棘2；背鰭軟條25枚；臀鰭硬棘3枚；臀鰭軟條14至15枚，體長可達22公分。

## 生態
本魚喜棲息在珊瑚礁區的陰暗面或礁洞中，性情膽怯但兇猛貪食，屬肉食性，以小魚及甲殼類等為食，具性轉變，有領域性，雄魚在繁殖期會守護魚卵。

## 經濟利用
為觀賞性魚類。